# Flugunfall einer Fokker F28 der SATENA
Auf dem Flugunfall einer Fokker F28 der SATENA verunglückte am 28. März 1985 eine Fokker F28-3000C der kolumbianischen Fluggesellschaft SATENA auf einem inländischen Linienflug im Landeanflug auf den Flughafen Florencia. Bei dem Unfall kamen alle 46 Personen an Bord ums Leben.

## Flugzeug
Die Maschine war eine Fokker F28 Fellowship 3000C mit der Werknummer 11165, die im Werk von Fokker in Schiphol endmontiert worden war und am 29. Januar 1981 ihren Erstflug mit dem Testkennzeichen PH-EXV absolviert hatte. Über die anschließende Betriebsgeschichte ist wenig bekannt. Am 29. November 1983 wurde die Maschine durch den Hersteller auf das Luftfahrzeugkennzeichen PH-EXS umgemeldet, am 15. Mai 1984 erfolgte eine erneute Ummeldung auf den Hersteller, diesmal mit dem Kennzeichen PH-ZCG. Die Maschine ging schließlich bei der zu der Kolumbianischen Luftwaffe ins Leben gerufenen Fluggesellschaft SATENA mit dem militärischen Luftfahrzeugkennzeichen FAC-1140 und dem Taufnamen Mandarua in Betrieb. Das zweistrahlige Kurzstrecken-Schmalrumpfflugzeug war mit zwei Triebwerken des Typs Rolls-Royce Spey 555 ausgerüstet. Bis zum Zeitpunkt des Unfalls hatte die Maschine eine Gesamtbetriebsleistung von 1.327 Betriebsstunden absolviert, auf die 2.288 Starts und Landungen entfielen.

## Passagiere, Besatzung und Flugplan
Der Flugplan des innerkolumbianischen, in den frühen Morgenstunden durchgeführten Linienflugs sah einen Start vom Flughafen Bogotá vor, wobei als erster Zwischenstopp der Flughafen Neiva angeflogen werden sollte. Auf dem zweiten Flugabschnitt sollte die Maschine zum Flughafen San Vicente de Caguán weiterfliegen. Der letzte Flugabschnitt sollte zum Flughafen Florencia führen. Auf diesem Abschnitt ereignete sich der Unfall.
Den letzten Flugabschnitt hatten 40 Passagiere angetreten, es befand sich außerdem eine sechsköpfige Besatzung an Bord.

## Unfallhergang
Als sich die Maschine auf dem letzten Flugabschnitt befand, wurden die Piloten durch die Flugsicherung in Florencia darüber informiert, dass die Wetterverhältnisse am Flughafen aufgrund von Regen und dichtem Nebel unterhalb der Wetterminima lagen und dieser daher gesperrt werde. Dessen ungeachtet, beschlossen die Piloten, einen Anflug zu versuchen und leiteten einen Sinkflug ein. Der letzte Funkkontakt erfolgte um 09:40 Uhr, die Maschine befand sich zu diesem Zeitpunkt in einer Flughöhe von 3.600 Fuß (ca. 1.100 Meter). Im Endanflug, um 09:50 Uhr und etwa 15 Kilometer nördlich des Flughafens kollidierte die Maschine mit einem wolkenverhüllten Berg. Die Fokker wurde bei dem Aufprall völlig zerstört, alle 46 Insassen kamen ums Leben.

## Ursache
Die Unfallart war ein Controlled flight into terrain, verursacht durch den Versuch der Cockpitbesatzung, einen Anflug unterhalb der Wetterminima durchzuführen.